# ISO 3166-2:BV
ISO 3166-2:BV стандарт Международной организации по стандартизации, который определяет геокоды. Является подмножеством стандарта ISO 3166-2, относящимся к Острову Буве. Стандарт охватывает Остров Буве. Геокод состоит из: кода Alpha2 по стандарту ISO 3166-1 для Острова Буве  — BV. Остров Буве является зависимой территорией Норвегии. Геокод являются подмножеством кода домена верхнего уровня — BV, присвоенного Острову Буве в соответствии со стандартами ISO 3166-1.

## Геокоды Острова Буве
| Название    | Alpha2 | Alpha3 | цифровой | Геокод по ISO 3166-2 | Статус               |
| ----------- | ------ | ------ | -------- | -------------------- | -------------------- |
| Остров Буве | BV     | BVT    | 074      | не присвоен          | зависимая территория |